# Orašac (miasto Leskovac)
Orašac (cyr. Орашац) – wieś w Serbii, w okręgu jablanickim, w mieście Leskovac. W 2011 roku liczyła 525 mieszkańców.